# Torrenthorn
Das Torrenthorn ist ein 2998 m ü. M. hoher Gipfel in den westlichen Berner Alpen oberhalb von Leukerbad.

## Lage

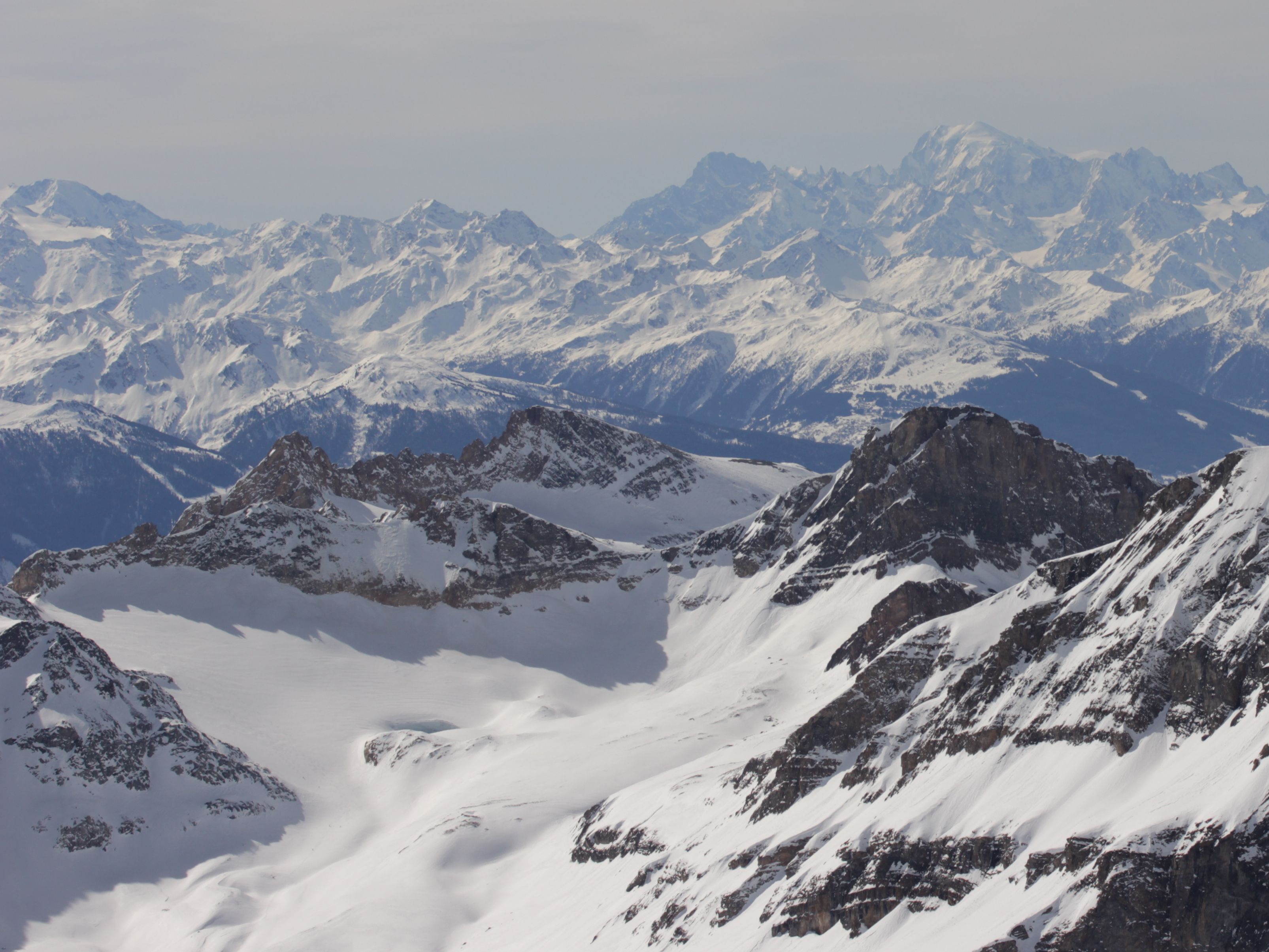
Torrenthorn (Bildmitte) und Klein Torrenthorn (im Mittelgrund links) aus NE, vom Hockenhorn aus gesehen. Mitte rechts das Majinghorn, dahinter der Mont Blanc.

Das Torrenthorn bildet das südwestliche Ende der Bergkette, die, ausgehend vom Balmhorn über die Gitzifurgga, das Ferdenrothorn und das Majinghorn, das obere Dalatal nach Südosten hin begrenzt. Im Osten liegt das Lötschental.
Aufgrund seiner vorgeschobenen Lage bietet sich vom Gipfel ein weitreichendes Panorama über die Berner und Walliser Alpen sowie das Rhonetal bis zum Mont Blanc.
Zur Gestalt: Das Torrenthorn ist im Wesentlichen ein von WSW nach ONO verlaufender Grat mit markanten Gipfeln an jedem Ende des Grates: Im  Westen der Hauptgipfel Torrenthorn (2998 m) und im Osten das Klein Torrenthorn (2996 m). Zwischen den Gipfeln liegt ein 650 m langer, scharfer Grat. Nach Süden fällt das Torrenthorn in bis zu 450 m hohen Wänden steil ab, während die Nordwand, die zum Majinggletscher abfällt, nur eine maximale Höhe von gut 100 m erreicht. Nur im Westen des Hauptgipfels zeigt sich das Torrenthorn mit seinem Westkamm, der nach oben hin noch an Breite gewinnt, zugänglich.

## Alpinismus
Der Gipfel des Torrenthorns ist von der knapp 700 Höhenmeter unterhalb des Gipfels gelegenen Seilbahnstation Rinderhütte oberhalb von Leukerbad aus von Südwesten vergleichsweise leicht zu erreichen. Im Sommer erfolgt der Aufstieg über einen steilen Bergwanderweg (Schwierigkeitsgrad T2). Im Winter kann der Gipfel mit Skiern oder Schneeschuhen bestiegen werden (Schwierigkeitsgrad L bzw. WT3).